# Placide de La Tour-Châtillon de Zurlauben
Pour les articles homonymes, voir Zurlauben.
Placide de la Tour-Châtillon de Zurlauben, fils de Béat Jacques Ier de la Tour-Châtillon de Zurlauben, fut nommé, en prélat de l'abbaye bénédictine de Muri, en Argovie, et en 1701, élevé par l'empereur Léopold à la dignité de prince de l'Empire. Il mourut en 1723, ayant exercé pendant plusieurs années les fonctions de visiteur général dans les maisons bénédictines de la Suisse. L'abbaye de Muri, qu'il a comblée de bienfaits, l'honore comme son second fondateur.

## Source
« Placide de La Tour-Châtillon de Zurlauben », dans Louis-Gabriel Michaud, Biographie universelle ancienne et moderne : histoire par ordre alphabétique de la vie publique et privée de tous les hommes avec la collaboration de plus de 300 savants et littérateurs français ou étrangers, 2e édition, 1843-1865 [détail de l’édition]